# Escut de Sant Pau de Segúries

Escut oficial de Sant Pau de Segúries

L'escut oficial de Sant Pau de Segúries té el següent blasonament:
Escut caironat: d'argent, una vall de sinople sobremuntada d'una espasa de gules. Per timbre, una corona mural de poble.

## Història
Va ser aprovat el 10 de febrer de 1992 i publicat al DOGC el 26 del mateix mes amb el número 1561.
L'espasa és l'atribut de sant Pau, patró del poble. A sota hi ha la representació de la vall del Ter, on s'aixeca la localitat.